# Coelichneumon navus
Coelichneumon navus är en stekelart som först beskrevs av Thomas Say 1835.  Coelichneumon navus ingår i släktet Coelichneumon och familjen brokparasitsteklar. Utöver nominatformen finns också underarten C. n. albidior.